# Louvagny
Louvagny est une commune française, située dans le département du Calvados en région Normandie, peuplée de 59 habitants.

## Géographie
| Jort                              | Courcy        | Courcy        |
| Vicques                           | Louvagny      | Vaudeloges    |
| Morteaux-Coulibœuf, Barou-en-Auge | Barou-en-Auge | Barou-en-Auge |

### Hydrographie
La commune est située dans le bassin Seine-Normandie. Elle n'est drainée par aucun cours d'eau,.

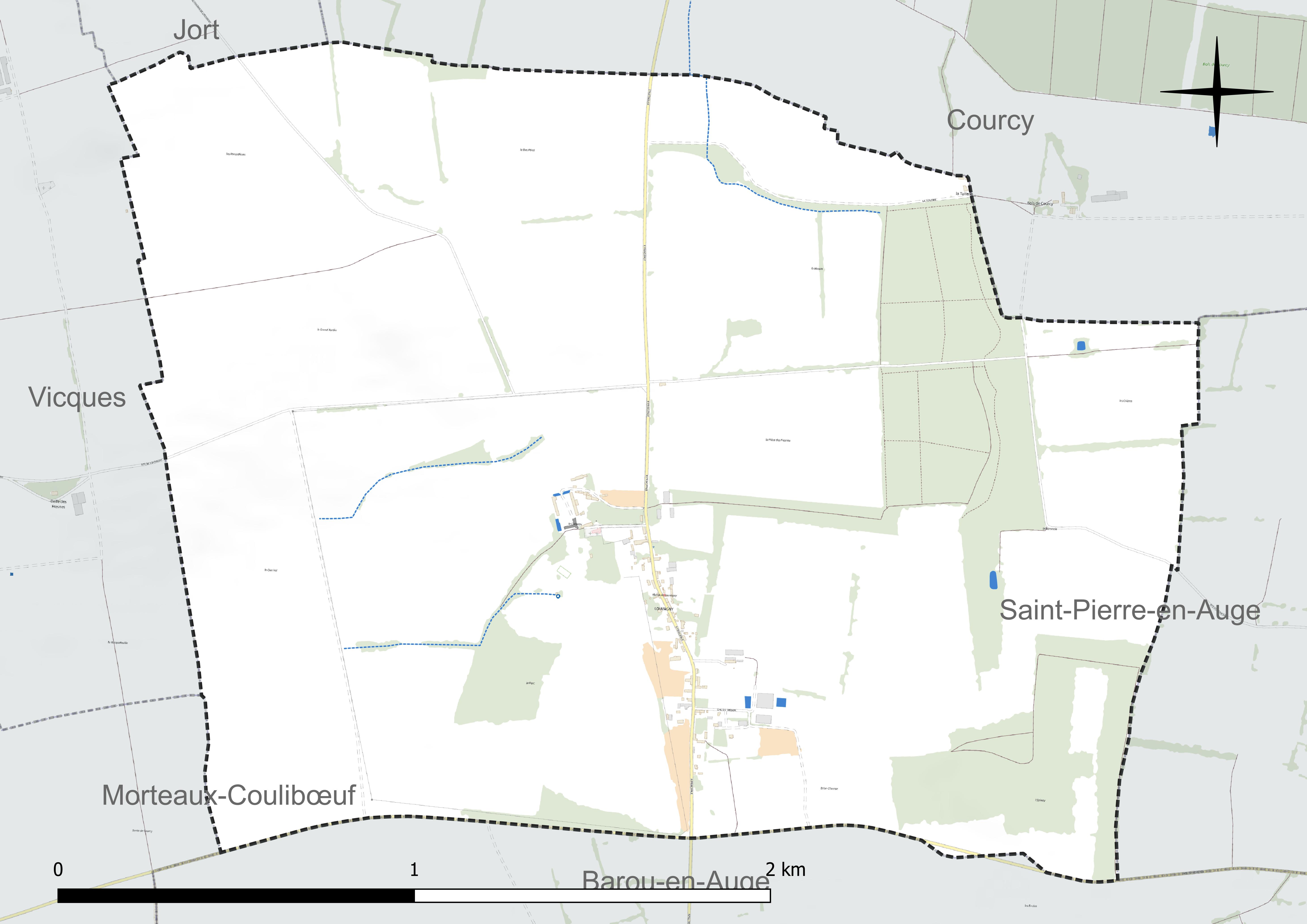
Réseau hydrographique de Louvagny.

### Climat
Pour des articles plus généraux, voir Climat de la Normandie et Climat du Calvados.
En 2010, le climat de la commune est de type climat océanique altéré, selon une étude du CNRS s'appuyant sur une série de données couvrant la période 1971-2000. En 2020, Météo-France publie une typologie des climats de la France métropolitaine dans laquelle la commune est exposée à un climat océanique et est dans la région climatique  Normandie (Cotentin, Orne), caractérisée par une pluviométrie relativement élevée (850 mm/a) et un été frais (15,5 °C) et venté. Parallèlement le GIEC normand, un groupe régional d'experts sur le climat, différencie quant à lui, dans une étude de 2020, trois grands types de climats pour la région Normandie, nuancés à une échelle plus fine par les facteurs géographiques locaux. La commune est, selon ce zonage, exposée à un « climat des plateaux abrités », correspondant à la plaine agricole de Caen à Falaise, sous le vent des collines de Normandie et proche de la mer, se caractérisant par une pluviométrie et des contraintes thermiques modérées.
Pour la période 1971-2000, la température annuelle moyenne est de 10,6 °C, avec  une amplitude thermique annuelle de 13 °C. Le cumul annuel moyen de précipitations est de 704 mm, avec 11,6 jours de précipitations en janvier et 7,8 jours en juillet. Pour la période 1991-2020, la température moyenne annuelle observée sur la station météorologique la plus proche, située sur la commune de Damblainville à 6 km à vol d'oiseau, est de 11,6 °C et le cumul annuel moyen de précipitations est de 716,8 mm,. Pour l'avenir, les paramètres climatiques de la commune estimés pour 2050 selon différents scénarios d'émission de gaz à effet de serre sont consultables sur un site dédié publié par Météo-France en novembre 2022.

## Urbanisme

### Typologie
Au 1er janvier 2024, Louvagny est catégorisée commune rurale à habitat dispersé, selon la nouvelle grille communale de densité à 7 niveaux définie par l'Insee en 2022.
Elle est située hors unité urbaine et hors attraction des villes,.

### Occupation des sols
L'occupation des sols de la commune, telle qu'elle ressort de la base de données européenne d'occupation biophysique des sols Corine Land Cover (CLC), est marquée par l'importance des territoires agricoles (84,9 % en 2018), une proportion sensiblement équivalente à celle de 1990 (85,4 %). La répartition détaillée en 2018 est la suivante : 
terres arables (83,3 %), forêts (10 %), zones urbanisées (5 %), prairies (1,7 %). L'évolution de l'occupation des sols de la commune et de ses infrastructures peut être observée sur les différentes représentations cartographiques du territoire : la carte de Cassini (XVIIIe siècle), la carte d'état-major (1820-1866) et les cartes ou photos aériennes de l'IGN pour la période actuelle (1950 à aujourd'hui).

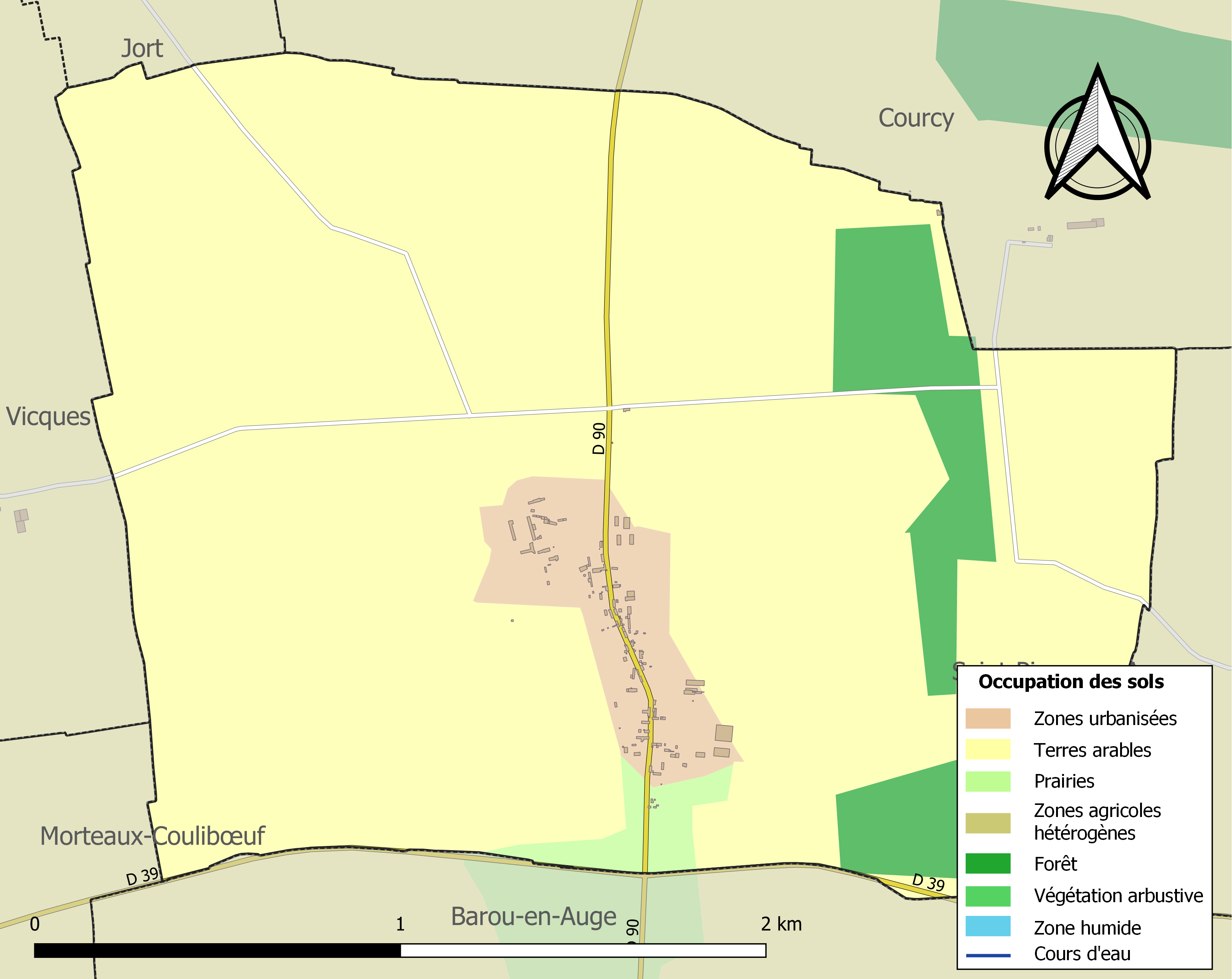
Carte des infrastructures et de l'occupation des sols de la commune en 2018 (CLC).

## Toponymie
Le nom de la localité est attesté sous les formes Luvigneium en 1230; Louvignye et Saint Germain de Louvignye en 1302.
Le toponyme serait issu de l'anthroponyme Lupanius[réf. nécessaire], du latin lupus qui est à l'origine de nombreux noms ou surnoms de personnes, qui à leur tour ont été à l'origine de nombreux toponymes.

## Histoire
Au Moyen Âge, Louvagny faisait partie pour huitième du fief de Barou qui dépendait sans doute des barons de Courcy, une famille des plus importantes de Normandie. Courcy n'est éloignée que de 2,5 km de Louvagny.
L'histoire du château est intimement liée à celle de la famille de Beaurepaire de Louvagny, famille qui servit la France avec distinction  sous tous les rois, de Philippe V à Louis XVIII, les empereurs Napoléon Ier et Napoléon III, ainsi que la République durant les guerres de 1870, 1914, 1939, en Indochine et en Algérie, famille dont le patronyme originel est Gaultier et dont la filiation remonte à 1200 par Jean-Michel Gaultier, seigneur de Courteilles, des Bois, de Longchamps, etc.
La filiation se poursuit par Jean Gaultier, écuyer, seigneur du Rou, de Jort, de Pierrefitte, etc. Il servit le roi Louis XI contre le duc de Bourgogne et accompagna Charles VIII en Italie. Le 4 mars 1480, il fut maintenu en sa qualité de noble et déchargé de la taxe des francs-fiefs.
Il épousa en secondes noces Jacqueline de Beaurepaire. Le nom de Beaurepaire étant sur le point de s'éteindre, le mariage ne fut accordé qu'à la condition que le premier enfant qui naitrait et ses descendants prendraient le nom et les armes de Beaurepaire. De cette seconde union naquit Gratien Gaultier, dit de Beaurepaire, écuyer, seigneur de Jort, de Pierrefitte, de La Malardière, etc. Il commandait une compagnie de cavalerie dans les guerres contre Charles Quint, sous François Ier et Henri II.

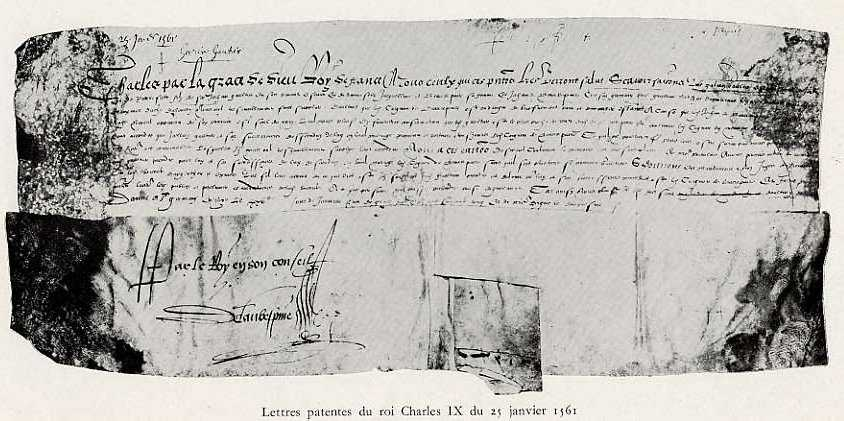
Lettres patentes du roi Charles IX, le 25 janvier 1561.

Le 25 janvier 1561, il obtient du roi Charles IX des lettres patentes, enregistrées le 9 février 1561, donnant l'autorisation pour lui et ses descendants  en légitime mariage de prendre, en mémoire de ses loyaux services, les nom et armes de Beaurepaire.
Au début du XVe, la seigneurie de Louvagny était la propriété de Girot Le Normand et les Gaultier, seigneur de Jort, se lièrent d'amitié avec la famille Le Normand, amitié qui perdura.
Ainsi, le 14 novembre 1595, Nicolas Le Normand vendit sa seigneurie de Louvagny à Louis de Beaurepaire.
Son fils, François de Beaurepaire, écuyer, commandant une compagnie de gens à pied, obtint en mai 1651, l'érection en plein fief de haubert, les fiefs et terres nobles de Louvagny, le titre de comte et l'autorisation d'y construire un château, par lettres patentes de Louis XIV, enregistrées le 24 juin 1651.
La famille porte depuis le nom de Beaurepaire de Louvagny. Tous les descendants portent le titre de vicomte, le titre de comte continuant à être porté par le chef de famille, descendant de la branche ainé. Le titre de marquis, accordé par Louis XV à Marc Antoine de Beaurepaire (rameau de Damblainville et Saint-Germain) ne fut pas relevé.
Rien n'existe au chartrier de Louvagny qui permette de situer avec précision la date de construction du château. La tradition familiale rapporte que son constructeur en fut François de Beaurepaire (décédé le 4 février 1664). 
Ce fut lui qui, par achats successifs, aurait constitué le parc qu'il fit clore. Ce serait aussi lui qui fit construire la chapelle. Les monuments historiques évaluent la construction pour ¾ au XVIIe et pour ¼ au XVIIIe.
Dans les archives de Falaise, on peut y lire le texte suivant, émanant sans doute du châtelain de l'époque, Alexandre de Beaurepaire : « Le château de Louvagny fut bâti à la fin du XVIIe, et bien qu'il ne remonte pas au temps de la féodalité, sa forme représente ce que les Anglais, dans leur nomenclature architecturale appellent castellated house, c'est-à-dire un manoir arrangé en château ou en fort. La construction des remparts, ou fosses, des bastions, des meurtrières de la tour, de la porte élevée au nord et percée pour un  pont-levis, atteste de la pensée du fondateur, qui déploya du reste une véritable grandeur dans les dehors du château, dans le parc et dans les avenues de la terre. Du haut de la tour on a une large vue sur tout le pays. L'église est moderne et insignifiante. Une chapelle seigneuriale y est adossé au-dessous de laquelle est le caveau sépulcral des Beaurepaire… »

Le château. Gravure de 1829.

La reproduction de la gravure faite par M. de Vauquelin en 1829, donne une bonne vision du château de l'époque.
Le château cessa d'être la propriété de la famille de Beaurepaire par succession et filiation :
Joseph, Alexandre, Reine de Beaurepaire, né à Louvagny le 1er octobre 1783, épousa en 1833 N. de Robillard. De cette union, naquirent quatre filles. Aucune des trois premières ne se marièrent. La quatrième, Marie, Élisabeth (5 août 1838 – 22 mars 1899) épousa M. de Postel, qui hérita du château.
Enfin, Éliane (1931 – 1995), la petite-fille de M. de Postel, devenue seule héritière du château, épousa le 3 mars 1955, le capitaine Jean Chavane de Dalmassy, dont un des descendants est actuellement en 2011 le propriétaire.
Entre-temps, le château a subi d'importantes modifications, surtout extérieures : l'avenue qui y mène passe entre les deux corps de bâtiment qui forment les communs.
À quelques mètres de l'entrée se trouvent les restes du pont-levis, car une grande partie des douves qui encerclaient le château a été comblée en 1830 – 1840 ; ne reste que la partie ouest des douves.
L'intérieur a été dans l'ensemble bien entretenu. À noter des plafonds qui ont été endommagés lors des bombardements de 1944.
Le château de Louvagny est pour partie classé et/ou protégé par les monuments historiques, dont :
- les façades et toitures du château et du bâtiment du XVIIe situé dans le parc ;
- la porte de l'ancien pont-levis ;
- l'escalier intérieur avec sa rampe en fer forgé ;
- le grand salon et la salle à manger avec leurs décors, peintures et fresques ;
- la porte romane, remontée dans le parc ;
- l'assiette des sols avec le réseau hydraulique ;
- la cour d'honneur ainsi que les façades et les toits des communs la bordant.

Toujours protégés par les monuments historiques, on trouve l'église paroissiale qui jouxte le château avec la chapelle seigneuriale de la famille de Beaurepaire et son décor y compris la claire-voie la reliant à l'église.
Dans l'église, la chapelle seigneuriale et le cimetière entourant l'église se trouvent des caveaux et tombes où sont inhumés les corps des familles Beaurepaire, Postel et Chavane de Dalmassy.

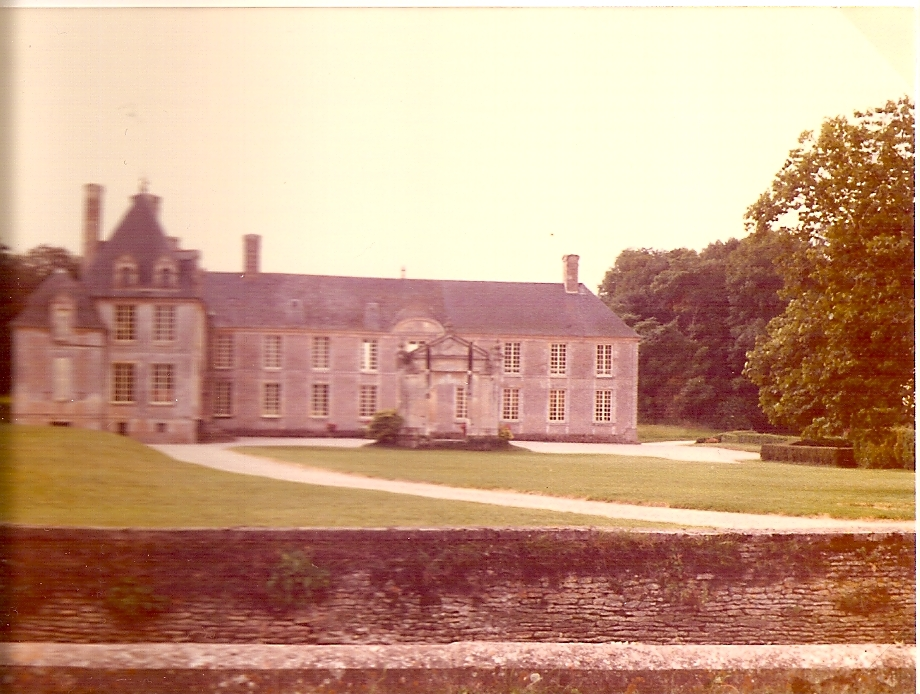
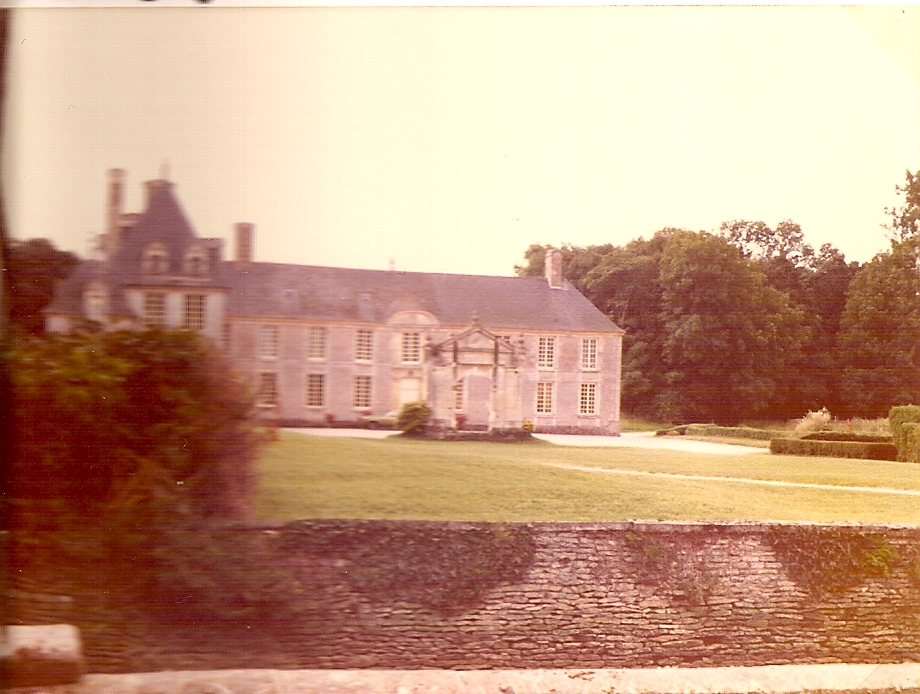
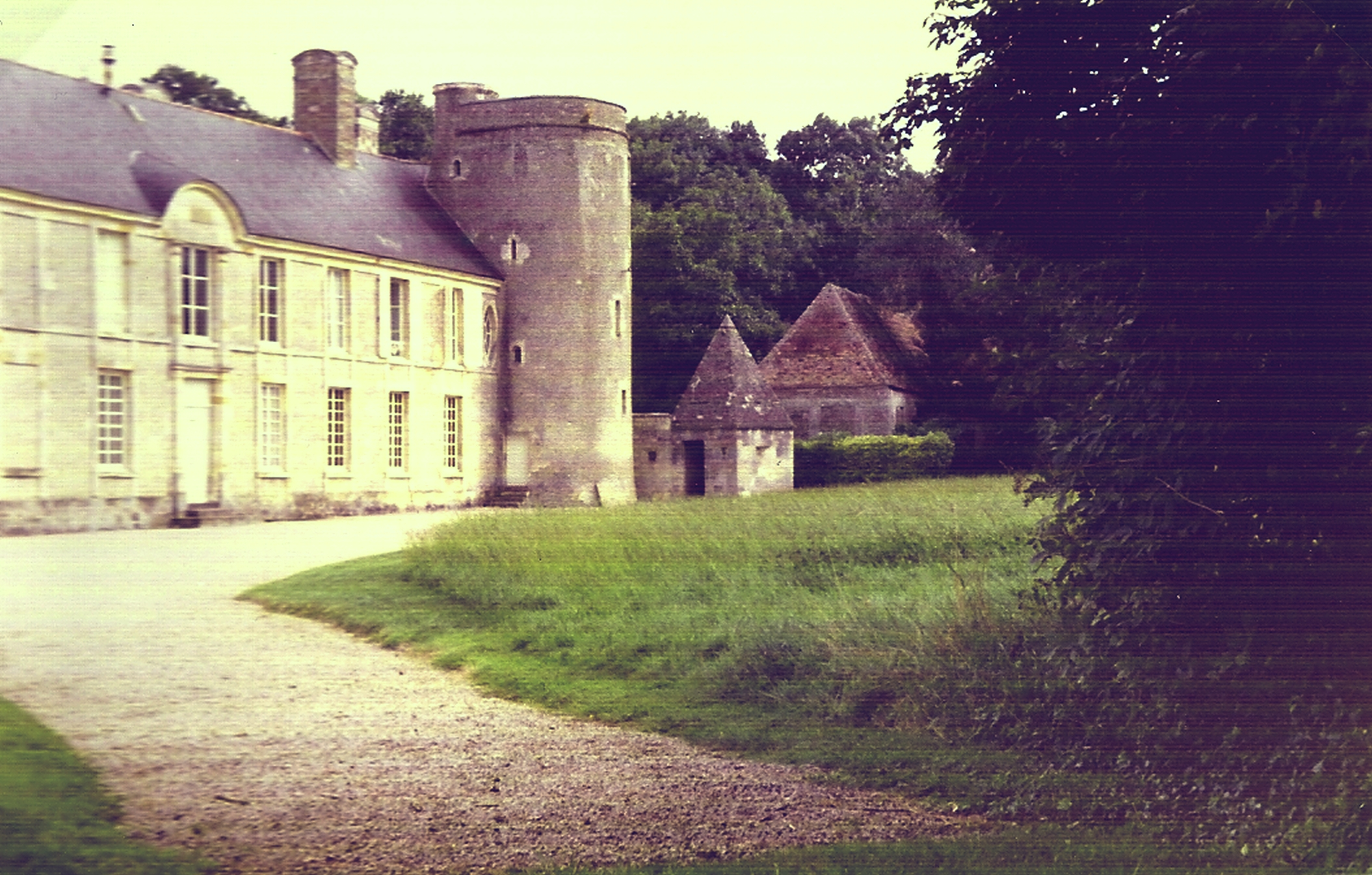
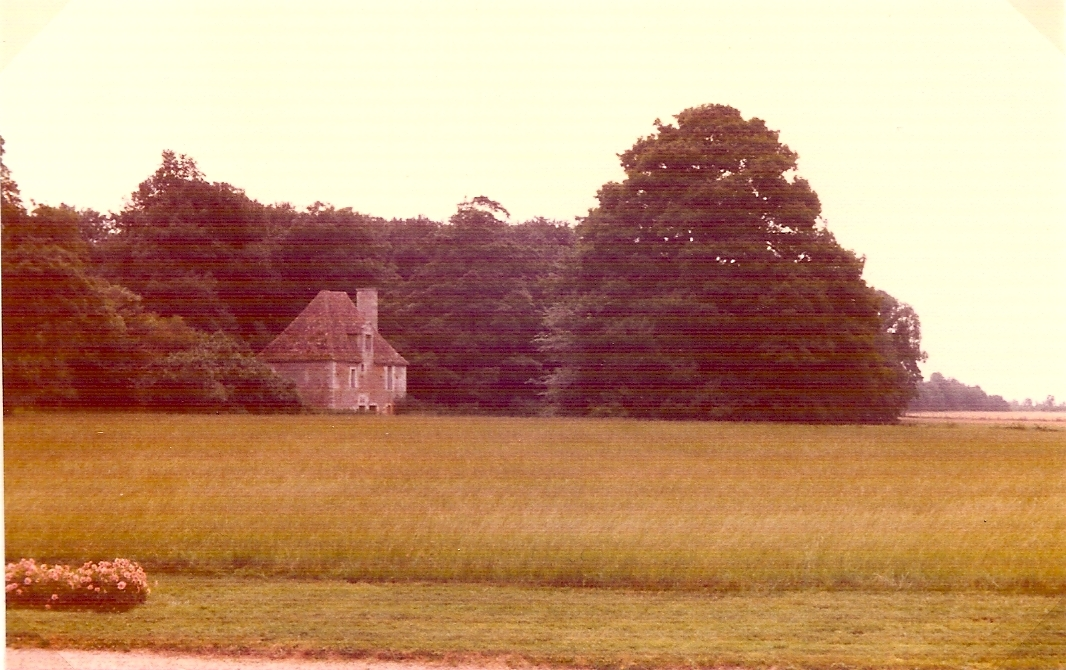

Quelques vues du château en 1978 :

### Les Templiers et les Hospitaliers
Une commanderie de Templiers y fut implantée au XIIIe siècle. Elle ne pouvait nourrir qu'un seul chevalier, Guy Pasnaye, tant elle était pauvre.

## Politique et administration
| Période                                  | Période   | Identité                | Étiquette | Qualité      |
| ---------------------------------------- | --------- | ----------------------- | --------- | ------------ |
| 1878                                     | 1910      | Léon de Postel d'Orvaux |           |              |
|                                          |           | Marie de Postel         |           |              |
| juin 1995                                | mars 2008 | Bernard Hamon           | SE        |              |
| mars 2008                                | 2009      | Geneviève Bossuyt       | SE        | Agricultrice |
| 2009                                     | En cours  | Christian Porchon       | SE        | Agriculteur  |
| Les données manquantes sont à compléter. |           |                         |           |              |

## Démographie
L'évolution du nombre d'habitants est connue à travers les recensements de la population effectués dans la commune depuis 1793. Pour les communes de moins de 10 000 habitants, une enquête de recensement portant sur toute la population est réalisée tous les cinq ans, les populations de référence des années intermédiaires étant quant à elles estimées par interpolation ou extrapolation. Pour la commune, le premier recensement exhaustif entrant dans le cadre du nouveau dispositif a été réalisé en 2006.
En 2022, la commune comptait 59 habitants, en évolution de −1,67 % par rapport à 2016 (Calvados : +1,58 %, France hors Mayotte : +2,11 %).
| 1793 | 1800 | 1806 | 1821 | 1831 | 1836 | 1841 | 1846 | 1851 |
| ---- | ---- | ---- | ---- | ---- | ---- | ---- | ---- | ---- |
| 320  | 136  | 157  | 161  | 131  | 150  | 124  | 125  | 120  |

| 1856 | 1861 | 1866 | 1872 | 1876 | 1881 | 1886 | 1891 | 1896 |
| ---- | ---- | ---- | ---- | ---- | ---- | ---- | ---- | ---- |
| 116  | 130  | 114  | 115  | 109  | 101  | 93   | 100  | 92   |

| 1901 | 1906 | 1911 | 1921 | 1926 | 1931 | 1936 | 1946 | 1954 |
| ---- | ---- | ---- | ---- | ---- | ---- | ---- | ---- | ---- |
| 94   | 91   | 113  | 70   | 85   | 68   | 85   | 84   | 88   |

| 1962 | 1968 | 1975 | 1982 | 1990 | 1999 | 2006 | 2011 | 2016 |
| ---- | ---- | ---- | ---- | ---- | ---- | ---- | ---- | ---- |
| 79   | 75   | 73   | 53   | 62   | 64   | 70   | 64   | 60   |

| 2021 | 2022 | - | - | - | - | - | - | - |
| ---- | ---- | - | - | - | - | - | - | - |
| 60   | 59   | - | - | - | - | - | - | - |

## Lieux et monuments
- Église Saint-Germain (anciennement Saint-Protais) du XVIIe siècle.
- Château des seigneurs puis comtes de Beaurepaire, des XVIIe et XVIIIe siècles, classé aux monuments historiques[24].